# Ayak
Ayak est une série de bande dessinée réalisée par Eduardo Coelho au dessin et par  Jean Ollivier au scénario. Créée en 1979 la série paraît dans Pif gadget jusqu'en 1984. Les auteurs s'éloignent du champ des séries historiques pour entrer dans celui d'une série naturaliste et animalière.
La série connaît 56 épisodes de 10 à 15 planches puis s'arrête en 1984. C'est, pour Coelho, sa dernière série publiée dans Pif gadget.

## Contexte historique
L'histoire présente en toile de fond l'invasion d'un territoire encore sauvage, le Yukon dans le Grand Nord canadien, par les chercheurs d'or à partir de l'année 1898 ; c'est le début de la ruée vers l'or du Klondike.

## Personnages
Ayak est un loup arctique qui assiste au bouleversement de son environnement, dû à cette ruée vers l'or. Parmi ces chercheurs d'or, le loup va suivre un couple étonnant dans ces contrées : un trappeur d'origine irlandaise Tom Ryan, accompagné par sa fille d'une dizaine d'années, Ann. La jeune fille a perdu sa mère et va tisser une relation étroite et particulière avec le loup, après que celui-ci lui a sauvé la vie une première fois.
Les Ryan quittent San Francisco en 1900 et débarquent à Skagway. Arrivant au Lac Bennett, ils veulent rejoindre Dawson City en descendant le fleuve Yukon. Ils sont guidés dans ces territoires par Wa-Sha, un Indien.

## Inspiration et parentés
Jean Ollivier s'inspire ici des récits naturalistes de Jack London comme Croc-Blanc, qu'il adapte d'ailleurs en bande dessinée à partir de 1984, ou L'Appel de la forêt. En 1976, Eduardo Coelho avait réalisé un court récit naturaliste, Le Voyage des chutes, ayant déjà pour cadre les Rocheuses. Jean Ollivier réalise également une bande sur le même thème en 1982 avec André Juillard, intitulée La Ruée vers l'or.

## Liste de publications dansPif gadget(1979-1984)
- Ayak (dessin), annonce du début de la série, n°542, 1979.

| N° de publication | Titre                                       | Longueur                            | Date de publication |
| ----------------- | ------------------------------------------- | ----------------------------------- | ------------------- |
| PG 543            | sans titre                                  | 10 planches + bandeau de couverture | 20/08/1979          |
| PG 547            | La Piste de l'or                            | 10 planches                         | 17/09/1979          |
| PG 551            | La Fille des hommes                         | 10 planches                         | 15/10/1979          |
| PG 559            | La Neige qui roule                          | 10 planches                         | 10/12/1979          |
| PG 562            | Le Ravin du cheval mort                     | 12 planches                         | 31/12/1979          |
| PG 568            | L’Aigle du Yukon                            | 10 planches                         | 11/02/1980          |
| PG 572            | Les Chiens sauvages                         | 10 planches                         | 10/03/1980          |
| PG 576            | La Rivière de l’or                          | 10 planches                         | 07/04/1980          |
| PG 580            | Le Radeau de l’aventure                     | 10 planches                         | 05/05/1980          |
| PG 585            | La Vallée des castors                       | 10 planches                         | 09/06/1980          |
| PG 590            | Les Pillards du Yukon                       | 10 planches                         | 14/07/1980          |
| PG 596            | La Revanche de Ryan                         | 10 planches                         | 25/08/1980          |
| PG 601            | Le Fleuve des dangers                       | 10 planches                         | 29/09/1980          |
| PG 612            | La Marque du grand élan                     | 10 planches                         | 16/12/1980          |
| PG 615            | La Loi du Nord                              | 10 planches + dessin de couverture  | 06/01/1981          |
| PG 618            | La Capture d'Ayak                           | 15 planches                         | 27/01/1981          |
| PG 622            | La Vie sauvage                              | 10 planches                         | 24/02/1981          |
| PG 624            | La Vallée des grands grogneurs              | 10 planches                         | 10/03/1981          |
| PG 627            | Tête grise                                  | 10 planches                         | 31/03/1981          |
| PG 630            | La Clairière du lynx                        | 10 planches                         | 21/04/1981          |
| PG 637            | Les Loups chassent quand les hommes dorment | 10 planches + dessin de couverture  | 09/06/1981          |
| PG 641            | La Capitale de l'or                         | 10 planches                         | 07/07/1981          |
| PG 647            | La Grande folie d’Ayak                      | 10 planches                         | 18/08/1981          |
| PG 650            | Les Flèches aux pointes d’or                | 10 planches                         | 08/09/1981          |
| PG 652            | La Peau d'Ayak                              | 15 planches                         | 22/09/1981          |
| PG 653            | En chair et en os                           | 10 planches + dessin de couverture  | 29/09/1981          |
| PG 657            | La Fameuse pépite d'or                      | 15 planches + dessin de couverture  | 27/10/1981          |
| PG 659            | Quand les hordes attaquent...               | 10 planches + dessin de couverture  | 10/11/1981          |
| PG 665            | Noël au Klondike                            | 12 planches + dessin de couverture  | 22/12/1981          |
| PG 669            | Les Griffes de la mort                      | 15 planches                         | 21/01/1982          |
| PG 673            | Quand hurle la tourmente                    | 10 planches + dessin de couverture  | 15/02/1982          |
| PG 678            | L'Appel de la vie                           | 15 planches + dessin de couverture  | 22/03/1982          |
| PG 681            | L'Orignal fou                               | 10 planches                         | 13/04/1982          |
| PG 684            | Les Racketteurs                             | 10 planches                         | 04/05/1982          |
| PG 689            | La Fureur des bighorns                      | 10 planches                         | 08/06/1982          |
| PG 690            | Les Fous du Nord                            | 15 planches                         | 15/06/1982          |
| PG 694            | La Caverne du grizzly                       | 10 planches                         | 13/07/1982          |
| PG 696            | La Piste des gloutons                       | 10 planches + dessin de couverture  | 27/07/1982          |
| PG 699            | Slak Le husky                               | 10 planches                         | 17/08/1982          |
| PG 704            | La Fin de Slak                              | 10 planches                         | 21/09/1982          |
| PG 707            | Le Tonnerre des hommes                      | 10 planches                         | 12/10/1982          |
| PG 714            | Le Pillard des hautes terres                | 10 planches                         | 30/11/1982          |
| PG 722            | Plume Noire le chasseur                     | 14 planches                         | 25/01/1983          |
| PG 725            | Les Chasseurs sauvages                      | 10 planches                         | 15/02/1983          |
| PG 733            | La Bête des eaux                            | 10 planches                         | 12/04/1983          |
| PG 740            | Le Poney sauvage                            | 10 planches                         | 31/05/1983          |
| PG 744            | Le Traîneau sur la neige                    | 10 planches                         | 28/06/1983          |
| PG 748            | La Chasse du grizzly                        | 10 planches                         | 26/07/1983          |
| PG 756            | Les Voleurs d'or                            | 10 planches                         | 20/09/1983          |
| PG 759            | Un Jour de famine                           | 10 planches                         | 11/10/1983          |
| PG 768            | Le Maître des « Hautes-terres »             | 10 planches                         | 13/12/1983          |
| PG 771            | La Rage de vivre                            | 10 planches                         | 03/01/1984          |
| PG 776            | Les Pièges du Wild                          | 10 planches                         | 07/02/1984          |
| PG 781            | La Peau du loup                             | 10 planches                         | 13/03/1984          |
| PG 784            | La Carcasse de l’orignal                    | 10 planches                         | 03/04/1984          |
| PG 788            | Le Père–loup                                | 10 planches                         | 01/05/1984          |

## Recueils
Trois albums sortis en 1980 et 1981 reprennent les quinze premiers récits parus dans Pif gadget.
- 1. Ayak le loup blanc, Vaillant, 1980 :
  - 1er récit sans titre paru dans PG n°543
  - La Piste de l'or
  - La Fille des hommes
  - La Neige qui roule
  - Le Ravin du cheval mort
- 2. La Piste de l'or, coll. "G.P. Rouge et Or", Vaillant, 1981 :
  - L’Aigle du Yukon
  - Les Chiens sauvages
  - La Rivière de l’or
  - Le Radeau de l’aventure
  - La Vallée des castors
- 3. Ruée sur le Yukon, coll. "G.P. Rouge et Or", Vaillant, 1981 :
  - Les Pillards du Yukon
  - La Revanche de Ryan
  - Le Fleuve des dangers
  - La Marque du grand élan
  - La Loi du Nord

### Traductions
- Allemand : Ayak der Weiße Wolf, traduit et publié dans Silberpfeil[1], de 1980 à 1983, dont :
  - Der Ruf der Wildnis Teil 1, n°607, 1983.
  - Der Ruf der Wildnis Teil 2, n°608, 1983.
  - Das Geheimnis des vergessenen Tales Teil 1, n°616, 1983.
- Néerlandais : Ayak

1. De Witte wolf, éditions Panda, 1982.
2. De Weg naar het goud, éditions Panda, 1982.

- Portugais : Ayak, o lobo branco, traduit et publié dans Mundo de Aventuras (pt) de 1981 à 1985:
  -  ? (récit sans titre paru dans PG n°543 ?), n°389, 26 mars 1981
  - A Pista do ouro (La Piste de l'or), n°389, 26 mars 1981
  - A Pilha dos homens (La Fille des hommes), n°400, 1981
  - A Avalanche (La Neige qui roule), n°400, 1981
  - A Ravina do cavalo morto (La Ravin du cheval mort), n°425
  - A Águia de Yukon (L'Aigle du Yukon), n°435
  - Os Cães selvagens (Les Chiens sauvages), n°435
  - O Rio do ouro (La Rivière de l'or), n°454
  - A Jangada da aventura (Le Radeau de l'aventure), n°454
  - O Vale dos castores (La Vallée des castors), n°482
  - Os Bandidos do Yukon (Les Pillards de Yukon), n°482
  - A Vingança de Ryan (La Revanche de Ryan), n°550, 1985
  - O Rio dos perigos (Le Fleuve des dangers), n°550, 1985